# Johannes Jelgerhuis
Johannes Jelgerhuis (1770-1836) va ser un pintor i actor neerlandès.

## Biografia
Jelgerhuis va ser deixeble del seu pare Rienk Jelgerhuis i de Pieter Pietersz Barbiers. Des de 1808, exercí d'acord amb el Stadsschouwburg i va escriure un manual d'instruccions il·lustrat per als actors.
Era conegut pels seus interiors i els seus estudis d'arquitectura amb un bon ull per a la perspectiva. De winkel van de boekhandelaar Pieter Meijer Warnars op de Vijgendam te Amsterdam ("La botiga del llibreter Warnars Pieter Meijer de Vijgendam a Amsterdam", 1820) és albergat pel Rijksmuseum. Pintà treballs topogràfics de Delft, Rotterdam, Gant i Amsterdam Interieur van de Nieuwe Kerk te Delft ("L'interior de l'església nova de Delft", 1825) és resguardat a la col·lecció del Museu Teyler.